# Клепівка
Клепівка (рос. Клёповка) — село у Бутурлинівському районі Воронезької області Російської Федерації.
Населення становить 2110 осіб. Входить до складу муніципального утворення Клеповське сільське поселення.

## Історія
Населений пункт розташований у межах українського історико-культурного регіону Східної Слобожанщини. До Перших визвольних змагань належав до Воронезької губернії.
Від 1928 року належить до Бутурлинівського району, спочатку в складі Центрально-Чорноземної області, а від 1934 року — Воронезької області.
Згідно із законом від 15 жовтня 2004 року входить до складу муніципального утворення Клеповське сільське поселення.

## Населення
| 1959  | 2010  | 2012  | 2013  | 2014  | 2015  | 2016  |
| ----- | ----- | ----- | ----- | ----- | ----- | ----- |
| 6100  | ↘2453 | ↘2392 | ↘2324 | ↘2271 | ↘2224 | ↘2200 |
| 2017  | 2018  |       |       |       |       |       |
| ↘2154 | ↘2110 |       |       |       |       |       |